# Niklaus von Wengi

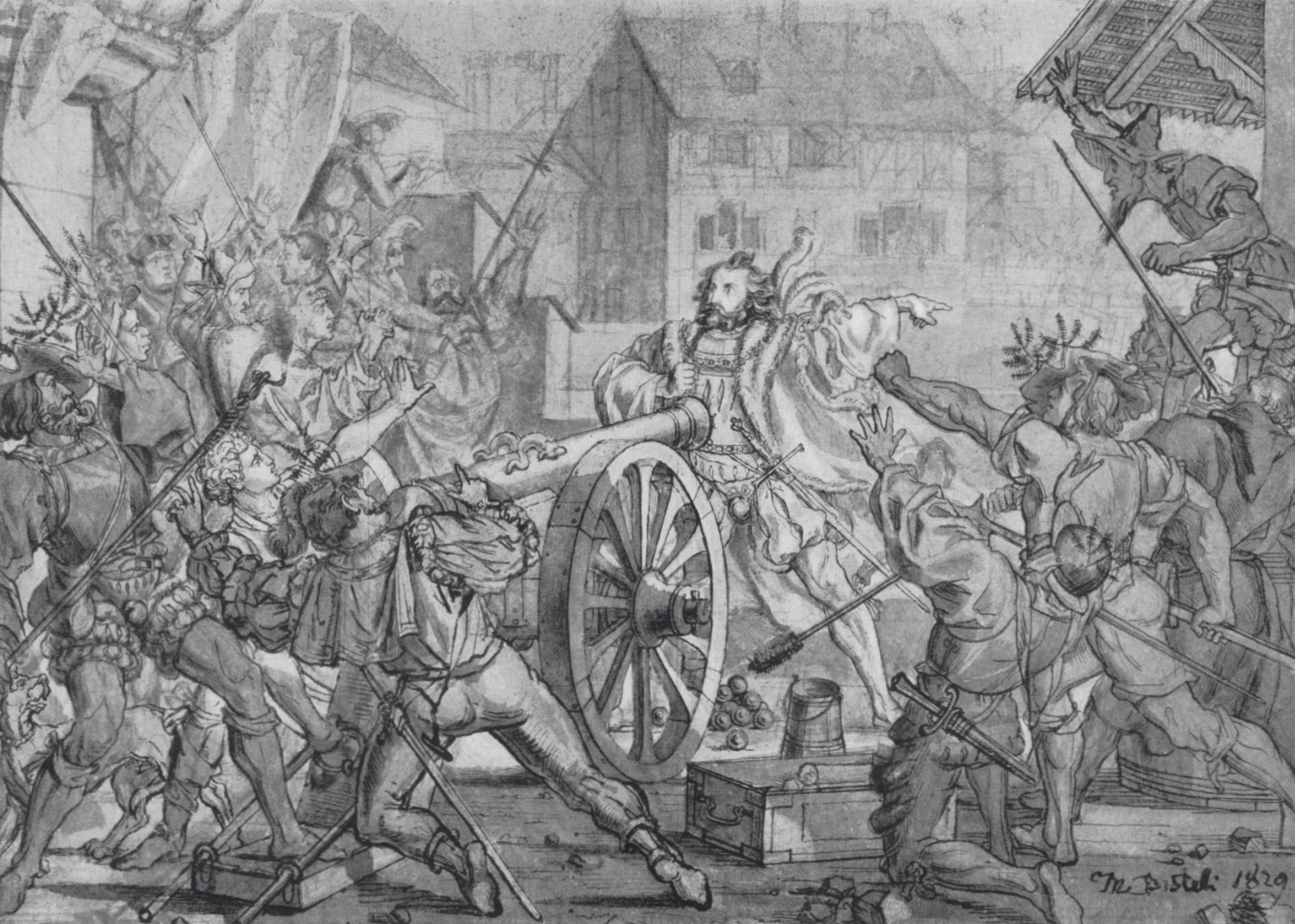
«Niklaus Wengi hält die Solothurner 1533 vom Religionskrieg zurück» von Martin Disteli.

Niklaus von Wengi der Jüngere (* um 1485 in Solothurn; † 1549 ebenda) war ein solothurnischer Politiker. Bekannt wurde Wengi als «Held der solothurnischen Reformation», der als katholischer Schultheiss durch beherztes Eingreifen einen Religionskrieg im Kanton Solothurn verhinderte.

## Herkunft und Name
Niklaus von Wengi wurde als Sohn eines Metzgers und einer Bauerntochter um 1485 geboren. Seine Familie stammte aus dem bernischen Dorf Wengi und nannte sich nach diesem Herkunftsort stets „von Wengi“. Die häufig anzutreffende Namensform Niklaus Wengi ist daher nicht korrekt. Niklaus von Wengi der Jüngere war nicht mit dem älteren gleichnamigen Schultheissen verwandt; die Darstellung des Historisch-Biographischen Lexikons der Schweiz, das den jüngeren Niklaus von Wengi als illegitimen Grossneffen des älteren bezeichnet, ist falsch und beruht auf einer Verwechslung.

## Politische Laufbahn
1507 wurde Niklaus von Wengi in den solothurnischen Grossen Rat gewählt. Von 1518 bis 1521 war er Landvogt in der Herrschaft Gösgen. 1523 stieg er in den Kleinen Rat (heute Regierungsrat) auf, seit 1525 war er auch Mitglied des Stadtgerichts und ab 1528 Bauherr (zuständig für das Bauwesen). Häufige diplomatische Missionen führten ihn in die Nachbarkantone, die Romandie und die Zentralschweiz. 1530 wurde er Säckelmeister und 1532 zum Nachfolger des Schultheissen Peter Hebolt gewählt; in ersterem Amt löste Niklaus von Wengi einen Reformierten ab, als Schultheiss wurde er dem reformierten Hans Hugi vorgezogen. Beides stand in Zusammenhang mit dem abnehmenden Erfolg der reformatorischen Bestrebungen in Solothurn und dem zunehmenden Zurückdrängen der Reformierten.

## Eingreifen im Konfessionskonflikt
Den solothurnischen Anhängern der reformierten Konfession war 1532 der Gottesdienst in der Stadt Solothurn untersagt worden, nachdem ein Konflikt um die Wahl von Niklaus von Wengi zum Schultheissen ausgebrochen war. Dies führte letztendlich zu einem Aufstand der Reformierten im November 1533. Sie verschanzten sich in der Vorstadt von Solothurn, wo sie auf Hilfe aus Bern hofften. Die katholischen Solothurner hatten die Absicht, diesen Aufstand gewaltsam zu beenden, indem die Vorstadt durch Kanonenbeschuss vom anderen Ufer der Aare aus zerstört werden sollte. Nach der Überlieferung des Geschichtsschreibers Franz Haffner stellte sich Niklaus von Wengi nach dem ersten Kanonenschuss vor die Mündung der schussbereiten zweiten Kanone und rief mit folgenden Worten dazu auf, nicht auf Mitbürger zu schiessen:

„[…] lieben fromme Burger / so ihr willens sind hinüber zuschiessen, will ich der erst Mann sin der umbkommen muß, betrachtet und erdauret die Sachen baß […]“

Wenn sich von Wengi so auch – erfolgreich – gegen einen bewaffneten Konflikt stellte, vertrat er doch stets die katholische Position und setzte sich in den folgenden Verhandlungen ohne Zugeständnisse an die Reformierten für die Wiederherstellung der kirchlichen Einheit von Kanton und Stadt Solothurn ein.
Im Wechsel mit seinen Amtskollegen Urs Hugi und Urs Schluni wirkte Niklaus von Wengi bis zu seinem Tod 1549 weiterhin als Schultheiss. Er wohnte an der Hauptgasse, an der Stelle des heutigen Tapetengeschäfts Jeger.

## Denkmäler
Nach Niklaus von Wengi sind im Kanton Solothurn verschiedene Strassen benannt, unter anderem die Wengistrasse in Solothurn und die Niklaus-Wengi-Strasse in Grenchen. Eine der Brücken, die die Altstadt mit der Vorstadt von Solothurn verbinden, trägt den Namen Wengibrücke.